# Andrew Barsalona
Andrew Victor Barsalona (* 3. August 1990 in Toronto) ist ein kanadischer Fußballspieler.

## Karriere
Barsalona begann seine Karriere bei den Oakville Blue Stars. Im Juli 2008 wechselte er in die USA an die University of Alabama at Birmingham. Nach einem Jahr verließ er die Blazers wieder. Im Januar 2011 kehrte er nach Kanada zurück und schloss sich dem Hamilton FC Rage an. Im Januar 2012 wechselte er nach Deutschland zu Eintracht Braunschweig, wo er für die fünftklassigen Amateure spielte. Dort kam er bis zum Ende der Saison 2012/13 zu sechs Einsätzen in der Oberliga. In der Partie gegen den SC Langenhagen gelang ihm beim 5:0-Auswärtssieg sein einziger Treffer für die Niedersachsen.
Zur Saison 2012/13 wechselte Barsalona zum Regionalligisten VfB Germania Halberstadt. Für Germania kam er allerdings nie zum Einsatz. Im Juli 2013 wechselte der Mittelfeldspieler nach Finnland zum Erstligisten Vaasan PS. In eineinhalb Jahren in Vaasa kam er zu zwei Einsätzen in der Veikkausliiga. Nach der Saison 2014 verließ er Finnland. Nach einem Jahr ohne Verein wechselte er zur Saison 2016 nach Island zum Zweitligisten Þróttur Reykjavík. Für Þróttur absolvierte er allerdings nie ein Spiel. Im Juli 2016 verließ er die isländische Hauptstadt wieder.
Nach zwei Jahren ohne Klub wechselte er zur Saison 2018/19 nach Spanien zum unterklassigen CD Unión Puerto. Zur Saison 2020/21 wechselte er wieder nach Deutschland, diesmal zum fünftklassigen Brandenburger SC Süd 05. In Brandenburg absolvierte der Kanadier bis zum COVID-bedingten Saisonabbruch vier Partien in der Oberliga. Zur Saison 2021/22 wechselte Barsalona zum österreichischen Regionalligisten FC Mauerwerk. Für Mauerwerk kam er bis zur Winterpause zu elf Einsätzen in der Regionalliga, ehe er in dessen Reservemannschaft versetzt wurde. Dort erzielte er neun Treffer in 15 Saisonspielen.
Die Saison 2022/23 verbrachte er dann wieder in Deutschland und spielte für den TSV 1860 Rosenheim in der fünftklassigen Bayernliga Süd. Dort absolvierte Barsalona 22 Ligapartien und stieg mit dem Verein ab. Anschließend verließ der Mittelfeldspieler Rosenheim wieder und ist seitdem vereinslos.

## Persönliches
Seine ältere Schwester Danya (* 1988) ist ebenfalls Fußballspielerin und aktuell für den deutschen Regionalligisten FC Viktoria 1889 Berlin aktiv. Der jüngere Bruder Matthew (* 1993) steht momentan beim MSV Neuruppin in der sechstklassigen Brandenburg-Liga unter Vertrag.